# Lepturges abditus
Lepturges abditus es una especie de escarabajo longicornio del género Lepturges, categorizada en la tribu Acanthocinini, de la subfamilia Lamiinae. Fue descrita por Monné en 1976.

## Descripción
Mide 9,2-11,3 mm de longitud.

## Distribución
Se distribuye por Brasil.